# Mount-Augustus-Nationalpark
Der Mount-Augustus-Nationalpark ist ein Nationalpark im Nordwesten des australischen Bundesstaates Western Australia. Er befindet sich etwa 850 km von Perth entfernt zwischen dem Great Northern und North West Coastal Highway. Der Park ist nach dem Inselberg Mount Augustus, der im Nationalpark liegt, benannt.

## Geologie
Der Mount Augustus und der Mount Phillip, der etwa 35 km südwestlich liegt, entstanden im Proterozoikum als in einem Ursee Sand und Steinblöcke vor etwa 1.000 Millionen Jahren abgelagert wurden. Diese Ablagerungen verfestigten zu Sandstein und Konglomerat, die möglicherweise durch Erdbewegungen verformt wurden. Diese Gesteine bedecken große Gebiete des Nationalparks. Unter den Sedimentgesteinen befindet sich 1.650 Millionen Jahre alter Granit.

## Flora und Fauna
An den Enden der wasserabführenden Hänge im Übergang zu den Sandebenen wachsen Eukalyptus-Arten und auf den Sandebenen Akazien-Arten und Mulgabüschen.
Im Park gibt es den Emu, Goanna und das Rote Riesenkänguru. Am Cattle Pool am Lyons River, einem Nebenfluss des Gascoyne River, ist ein permanenter Weiher mit einer Kormoran-Art, Schwan- und Enten-Arten. Im Park leben Corella und Kookaburra.

## Aborigines

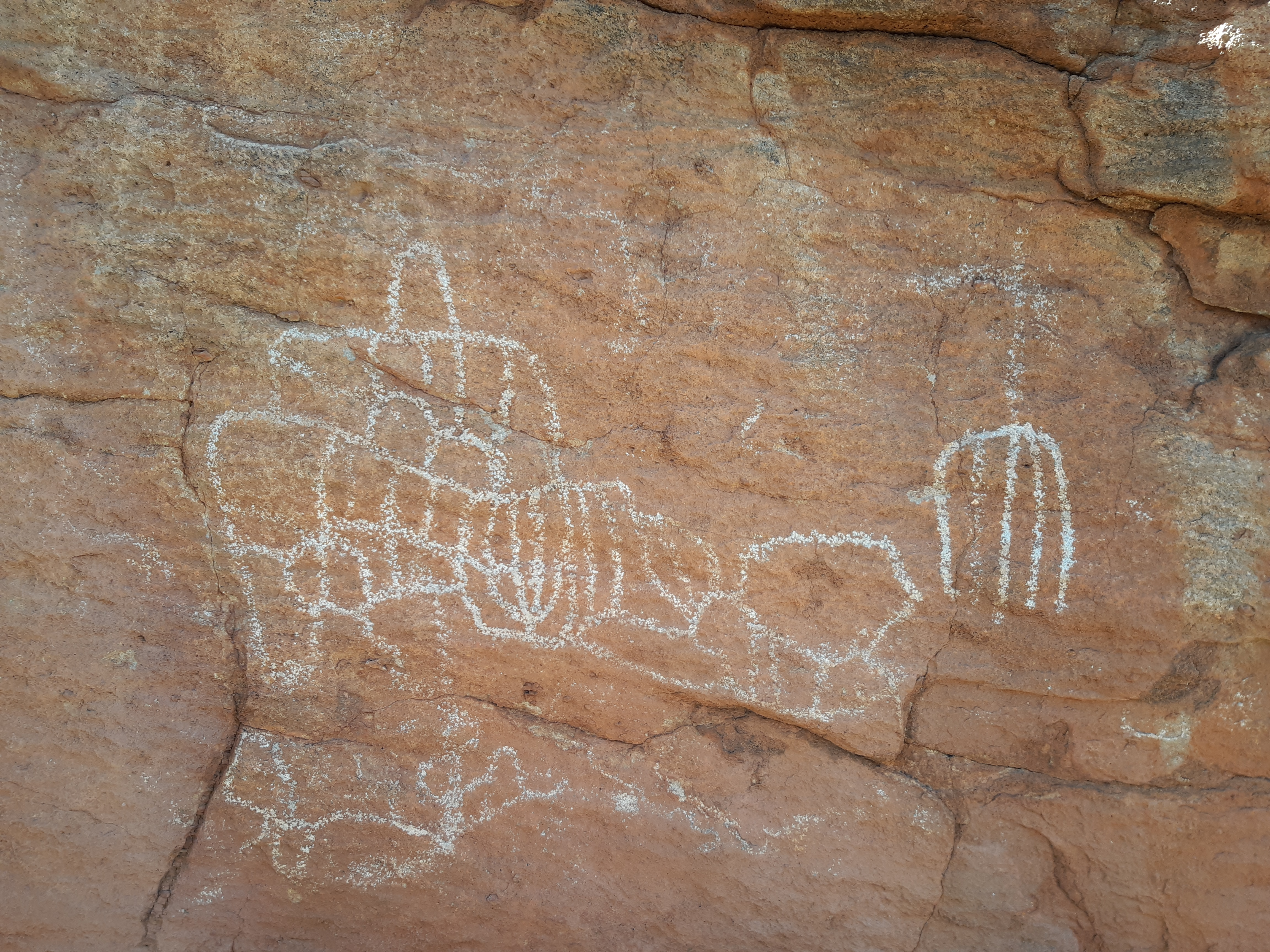
Ooramboo: Felsmalerei der Aborigines

Im Gebiet des Nationalparks lebten seit Jahrtausenden die Aborigines der Wadjari, die dort ausreichend Wasser fanden. Von ihrer Anwesenheit zeugen Felszeichnungen an den Besucherplätzen Mundee, Ooramboo und Beedoboondu wie auch zahlreiche Steinwerkzeuge, die gefunden wurden.
Von den Wadjari sind Traumzeitgeschichten überliefert, die bekannteste ist die von einem Jungen Burringurrah, der von einer Initiation wegen großer Schmerzen floh. Daraufhin wurde er verfolgt, da er gegen das Stammesgesetz verstoßen hatte. Er wurde von einem Speerwurf getroffen, eine der üblichen Strafen bei Verstößen gegen Stammesregeln. Er versuchte dennoch weiter zu fliehen, aber die Frauen der Aborigines schlugen auf ihn ein, er kollabierte und verstarb.

## Touristische Informationen
Der Burringurrah Drive (Burringurrah ist der Aborigines-Name für Mount Augustus) ist ein Rundweg von 49 km Länge, der mit normalen Fahrzeugen befahren werden kann. Der Rundweg gibt einen Überblick über den Nationalpark, auf Felsenschluchten, Petroglyphen, Picknickstellen, Wanderwege und weitere Landmarken.
Der Emu Hill Lookout ist mit normalen Fahrzeugen erreichbar und ermöglicht der einen guten Blick auf den Mount Augustus. Ein auch in der Trockenzeit gefüllter Billabong befindet sich am Lyons River. Zahlreiche Wanderwege sind begehbar.